# Liste de mines en Roumanie
Voici une liste de mines situées en Roumanie, classée en fonction du type de production.

## Liste

### Charbon
- mine Anina (en)
- mine de charbon Berbeşti (en)
- mine de charbon Bărbăteni (en)
- mine de charbon Comănești (en)
- mine de charbon Câmpulung (en)
- mine de charbon Căpeni (en)
- mine de charbon Filipești (en)
- mine de charbon Husnicioara (en)
- mine de charbon Jilţ (en)
- mine de charbon Livezeni (en)
- mine de charbon Lonea (en)
- mine de charbon Lupeni (en)
- mine de charbon Motru (en)
- mine de charbon Paroşeni (en)
- mine de charbon Petrila (en)
- mine de charbon Prigoria (en)
- mine de charbon Rovinari (en)
- mine de charbon Roşia – Peşteana (en)
- mine de charbon Sărmăşag (en)
- mine de charbon Uricani (en)
- mine de charbon Voivozi (en)
- mine de charbon Vulcan (en)
- mine de charbon Şotânga (en)
- mine de charbon Ţebea (en)

### Fer
- mine Băişoara (en)
- mine Dognecea (en)
- mine Ghelari (en)
- mine Lueta (en)
- mine Muncelu Mic (en)
- mine Ocna de Fier (en)
- mine Teliuc (en)